# Czersk Koszaliński
Czersk Koszaliński – osada w Polsce położona w województwie zachodniopomorskim, w powiecie koszalińskim, w gminie Świeszyno. Miejscowość wchodzi w skład sołectwa Konikowo.
Według regionalizacji fizycznogeograficznej osada leży na obszarze megaregionu Pozaalpejska Europa Środkowa, prowincji Nizina Środkowoeuropejska, podprowincji Pojezierza Południowobałtyckie, makroregionu Pobrzeże Koszalińskie (313.4), mezoregionu Równina Białogardzka (313.42). Kondracki i Richling zaklasyfikowali mezoregion do typu wysoczyzn młodoglacjalnych przeważnie z jeziorami, w większości o charakterze gliniastym, falistym lub płaskim.
W 2012 osadę zamieszkiwało 9 osób. Rok wcześniej miejscowość liczyła 8 mieszkańców. W 2010 liczba ludności wynosiła 9. W 2009 i 2008 osadę zamieszkiwała taka sama liczba osób – 11.
Kilkaset metrów na południe od południowych zabudowań osady płynie struga Czarna.
W latach 1975–1998 miejscowość administracyjnie należała do województwa koszalińskiego.